# Micro-région de Tiszafüred
La micro-région de Tiszafüred (en hongrois : tiszafüredi kistérség) est une micro-région statistique hongroise rassemblant plusieurs localités autour de Tiszafüred.